# 領袖
領袖是指有組織的社會結構中握有最高權力的人或團體，不同組織的領袖有不同的銜稱，例如村落的領袖稱為村長、國家的領袖稱為國王、元首、皇帝、總統等。

## 特点
領袖可以是世袭的、組織内部安排的或是通过民主选举、眾人公認等选出的。
一般说来，领袖是较为杰出的人物，并有能力指出人们的共同目標，帶領人们努力争取成功。但如果领袖的能力不足、思想混乱或者是一名暴君，將引致內部不安、甚至影響組織衰亡.
美國俄亥俄州立大學的研究團隊所提出的兩構面理論。密西根大學研究團隊提出兩大領導行為向度，分別是員工導向（employee-oriented）和生產導向（production-oriented）。

## 运用
一件衣服的最外圍、最前端部分是衣領與裇袖，因此用“领袖”代指身居最高位或是最富远见的人。
在現代汉语中，領袖一詞常用來指其它領域的领导人物或是突出人物，如文坛领袖、宗教領袖、特定領域的意見領袖、商界領袖等。
一定时期，某些地区可能用领袖代指自己地区的领导人。
- 在蔣中正執政時的中華民國，「領袖」一詞若前面不加任何修飾地單獨使用，即是指蔣中正。如標語：「效忠領袖」、「永懷領袖」，或歌曲《領袖頌》等。
- 在中华人民共和国早期（尤其是文化大革命时期），“伟大领袖”特指毛泽东，后来的接班人华国锋也曾经被称为“英明领袖”。2017年中共十九大召开前后，官方对习近平的个人崇拜宣传达到文革结束以来的最高点，官方以“最高领袖”称呼他。[2]习近平亦被中国官方媒体称为“人民领袖”。[3]
- 在非汉语地区的獨裁國家也有类似將此作為個人崇拜的用法，如纳粹德国时期“元首”( Führer ) 一词特指希特勒、法西斯義大利时期“Duce”一词特指墨索里尼、蘇聯史達林時期“Вождь”一詞則成為其個人的專屬稱呼、在北韓，「領袖」一詞則相繼專指金日成、金正日、金正恩祖孫三人、在土庫曼，前總統尼亞佐夫自封為「土庫曼巴希」( Turkmenbashi )，意指「所有土庫曼人的領袖」。